# MICS
MICS（全国キャッシュサービス、英語: Multi Integrated Cash Service）とは、民間金融機関の各業態別オンライン提携ネットワークを、中継センターを介して接続するCD/ATMネットワークの名称。1990年2月にBANCSを利用する都市銀行13行（当時）と、ACSを利用する全国地方銀行協会加盟行64行（当時）が接続し、以後業態別に接続を拡大していった。

## 概要
郵政省が郵便貯金のオンラインシステムネットワークを構築し、 1984年3月から全国の郵便局に設置のCD・ATMから現金を引き出せる体制を開始することなどを踏まえ、民間金融機関は対抗するため、まず、業態内のオンライン提携の整備に着手した。
1980年3月から都市銀行の中下位行の6行（協和銀行、大和銀行、東海銀行、北海道拓殖銀行、太陽神戸銀行、埼玉銀行）が6都銀キャッシュサービス（SICS）、翌月から上位行の7行（第一勧業銀行、三井銀行、富士銀行、三菱銀行、三和銀行、住友銀行、東京銀行）が7都銀オンラインキャッシュサービス（TOCS）を稼働。
都銀は2系統に分かれてオンライン提携を開始した。次いで、地方銀行が同年10月13日から全国カードサービス（ACS）を稼働し、1981年11月までに相互銀行協会加盟全71行がオンライン提携を開始するなど、業態内のオンライン提携は着実に進んだ。また、郵貯オンライン網の開始を前に都銀の2系統間で統合の機運が盛り上がり、1984年1月4日から両者を統一して新たに、都銀キャッシュサービス(BANCS)がスタートした。
業態内オンライン提携が稼働すると、都銀は地銀に業態間で郵貯ネットワークに対抗できるネットワークを構築しなければならないと申し入れ、最初の業態間提携としてACSとBANCSの提携が決定した。この決定を受け、1989年11月1日にCDネットワーク中継管理機構が設立され、翌年2月5日から地銀と都銀の業態間のオンライン提携である全国キャッシュサービス（MICS）が稼動した。この地銀と都銀の提携を機に、MICSを介した業態間のオンライン提携が進められ、オンライン提携の民間大合同が実現した。
MICSの事務局の運営は東京銀行協会（現：全国銀行協会）が受託し、2004年1月4日からMICSはNTTデータの提供する「統合ATMスイッチングサービス」を利用している。

## サービス内容
都市銀行、地方銀行、信託銀行、かつての長期信用銀行（新生銀行、あおぞら銀行）・商工組合中央金庫、第二地方銀行、信用金庫、信用組合、労働金庫、系統農協・信連（農林中央金庫、信用農業協同組合連合会、農業協同組合（JAバンク）、県域漁業協同組合・信漁連（JFマリンバンク））等の9業態のCD・ATMネットワークである。ただし、これら全ての業態が相互接続しているわけではないので注意が必要である。金融機関によって，法人キャッシュカードには残高照会ができないなどの制限が付されることがある。

## MICS接続ネットワーク
業態間の接続状況は2016年11月現在。
◎：接続（現金出金・残高照会・キャッシュカードによる振込が利用可）
△：接続（現金入出金・残高照会・キャッシュカードによる振込が利用可。ただし、カード振込は、発行元と同じ都道府県内のATMに限る）
○：接続（現金出金・残高照会が利用可）
×：非接続（利用不可）
| 使用キャッシュカードの金融機関の 所属業態ネットワーク                     | 利用するATMの金融機関の 所属業態ネットワーク | 利用するATMの金融機関の 所属業態ネットワーク | 利用するATMの金融機関の 所属業態ネットワーク | 利用するATMの金融機関の 所属業態ネットワーク | 利用するATMの金融機関の 所属業態ネットワーク | 利用するATMの金融機関の 所属業態ネットワーク | 利用するATMの金融機関の 所属業態ネットワーク | 利用するATMの金融機関の 所属業態ネットワーク | 利用するATMの金融機関の 所属業態ネットワーク | 利用するATMの金融機関の 所属業態ネットワーク |
| 使用キャッシュカードの金融機関の 所属業態ネットワーク                     | (A) 都 市 銀 行                              | (B) 地 方 銀 行                              | (C) 信 託 銀 行                              | (D) 長 信 商 中                              | (E) 第 二 地 銀                              | (F) 信 用 金 庫                              | (G) 信 用 組 合                              | (H) 労 働 金 庫                              | (I) 系 統 農 協                              |                                              |
| ------------------------------------------------------------------------- | -------------------------------------------- | -------------------------------------------- | -------------------------------------------- | -------------------------------------------- | -------------------------------------------- | -------------------------------------------- | -------------------------------------------- | -------------------------------------------- | -------------------------------------------- | -------------------------------------------- |
| (A) 都市銀行 - 都銀キャッシュサービス（BANCS）                            | ◎                                            | ◎                                            | ○                                            | ○                                            | ◎                                            | ◎                                            | ◎                                            | ◎                                            | ◎                                            |                                              |
| (B) 地方銀行 - 全国カードサービス（ACS）                                  | ◎                                            | ◎                                            | ○                                            | ×                                            | ◎                                            | ◎                                            | ◎                                            | ◎                                            | ◎                                            |                                              |
| (C) 信託銀行 - 信託銀行オンラインキャッシュサービス（SOCS）               | ○                                            | ○                                            | ○                                            | ○                                            | ○                                            | ○                                            | ○                                            | ○                                            | ○                                            |                                              |
| (D) SBI新生・あおぞら・商工中金 - 長信銀・商中キャッシュサービス（LONGS） | ○                                            | ×                                            | ○                                            | ○                                            | ×                                            | ×                                            | ×                                            | ×                                            | ×                                            |                                              |
| (E) 第二地方銀行 - 第二地銀協キャッシュサービス（SCS）                    | ◎                                            | ◎                                            | ○                                            | ×                                            | ◎                                            | ◎                                            | ◎                                            | ◎                                            | ◎                                            |                                              |
| (F) 信用金庫 - しんきんネットキャッシュサービス                           | ◎                                            | ◎                                            | ○                                            | ×                                            | ◎                                            | ◎                                            | ◎                                            | ◎                                            | ◎                                            |                                              |
| (G) 信用組合 - しんくみネットキャッシュサービス（SANCS）                  | ◎                                            | ◎                                            | ○                                            | ×                                            | ◎                                            | ◎                                            | ◎                                            | ◎                                            | ◎                                            |                                              |
| (H) 労働金庫 - 全国ろうきんCDネット（ROCS）                               | ◎                                            | ◎                                            | ○                                            | ×                                            | ◎                                            | ◎                                            | ◎                                            | ◎                                            | ◎                                            |                                              |
| (I) 系統農漁協 - JAバンク・JFマリンバンク                                 | ◎                                            | ◎                                            | ○                                            | ×                                            | ◎                                            | ◎                                            | ◎                                            | ◎                                            | △                                            |                                              |